# 세계 개발자 회의
세계 개발자 회의(Worldwide Developers Conference, WWDC)는 애플에서 매년 개최하는 정보 기술 콘퍼런스다. 현재 이 콘퍼런스는 캘리포니아의 애플 파크에서 열린다. 이 행사는 macOS, iOS, iPadOS, watchOS, tvOS, 그리고 visionOS 계열의 새로운 소프트웨어와 기술, 그리고 다른 애플 소프트웨어를 선보이는 데 사용된다. 때때로 새로운 하드웨어 제품도 발표된다. WWDC는 또한 아이폰, 아이패드, Mac 및 기타 애플 기기용 앱을 개발하는 타사 소프트웨어 개발자를 위해 주최되는 행사이다. 참가자들은 애플 엔지니어들과 함께 실습 연구실에 참여하고 다양한 주제를 다루는 심층 세션에 참석할 수 있다.
최초의 WWDC는 1983년 애플 베이직의 소개와 함께 개최되었지만, 애플이 이 콘퍼런스를 신제품의 주요 출시 거점으로 사용하기 시작한 것은 2002년이 되어서였다. 1987년부터 WWDC는 샌타클래라에서 개최되었다. 인근 산호세에서 15년간 개최된 후, 콘퍼런스는 샌프란시스코로 옮겨졌고, 그곳에서 애플의 주요 연례 미디어 행사가 되었으며, 정기적으로 매진되었다. WWDC는 13년 후 산호세로 돌아왔다.
WWDC 2020과 WWDC 2021은 코로나19 범유행으로 인해 온라인으로만 진행되었다. WWDC 2022는 코로나19 범유행에도 불구하고 약 3년 만에 처음으로 개발자와 언론을 애플 파크로 다시 초대했다. 고객과 소비자들은 온라인 라이브 스트림을 통해 행사를 시청했다. 이 모든 행사는 쿠퍼티노에 있는 애플 파크에서 개최되었다. WWDC 2023과 2024는 온라인과 오프라인으로 모두 개최되었다. 가장 최근의 콘퍼런스인 WWDC25는 2025년 6월 9일부터 6월 13일까지 온라인과 오프라인으로 모두 개최되었다.

## 참석

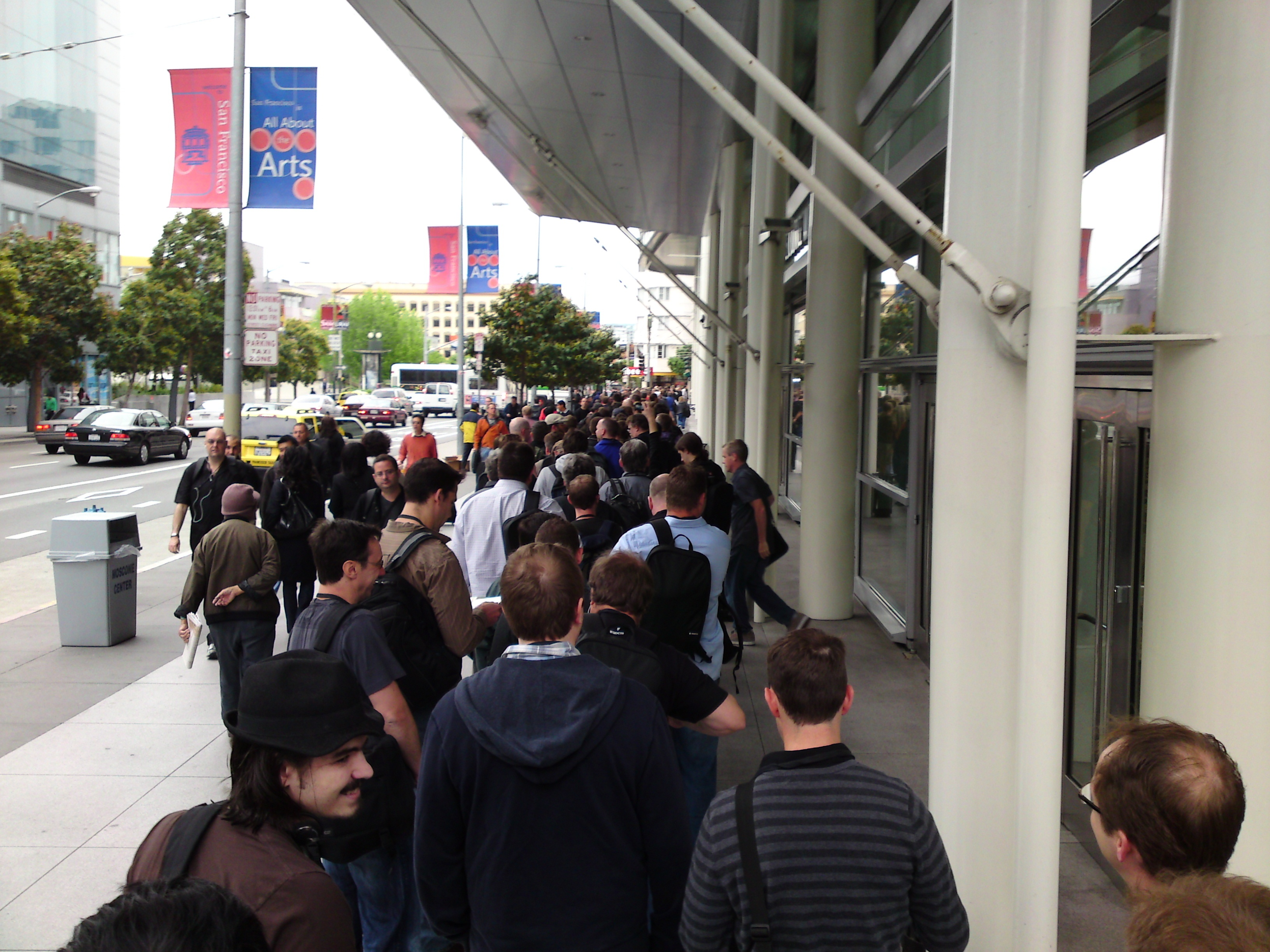
2009년 기조연설을 보기 위해 모스콘 웨스트에 줄을 서 있는 참석자들.

2020년까지 콘퍼런스에 입장하려면 1,599달러의 티켓이 필요했다. 티켓은 온라인 추첨을 통해 얻을 수 있었다. 학생 및 STEM 조직 회원을 위한 장학금이 제공된다. 참가자는 13세 이상이어야 하며, 애플 개발자 프로그램 회원이어야 한다.
2007년까지 참석자 수는 2,000명에서 4,200명 사이였다. 그러나 WWDC 2007에서 스티브 잡스는 5,000명 이상의 참석자가 있었다고 언급했다. 2008년부터 2015년까지 개최된 WWDC 행사는 5,000명(특별 참석자 포함 5,200명)으로 제한되었고 매진되었다. WWDC 2018에는 77개국에서 온 6,000명의 참석자가 있었으며, 350명의 장학금 수혜자가 포함되었다.

## 콘텐츠
WWDC는 매년 6월 한 주 동안 월요일부터 금요일까지 개최된다. 콘퍼런스는 주로 기조연설, 프레젠테이션 세션, 일대일 "랩" 상담, 특별 모임 및 이벤트로 구성된다.

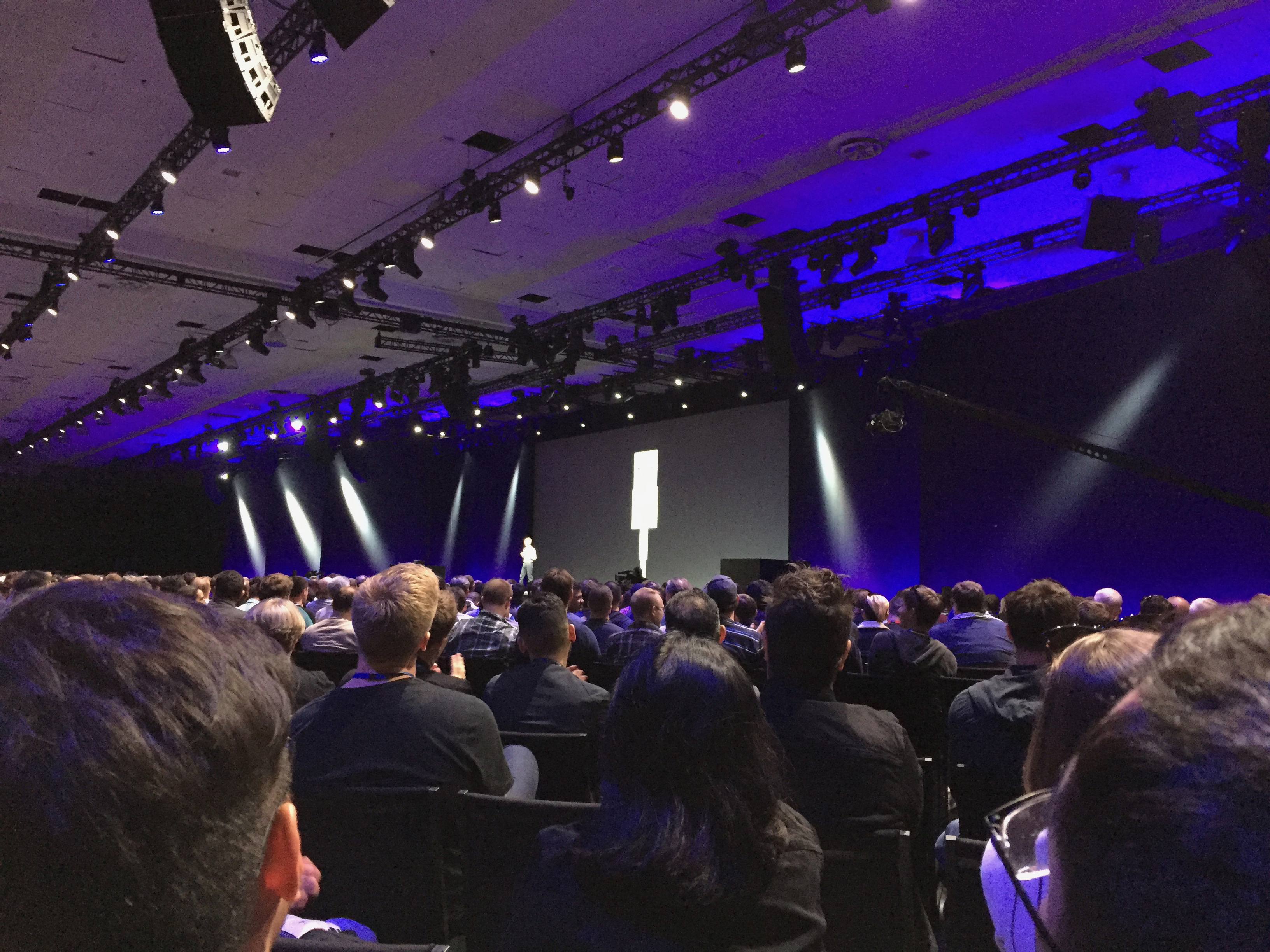
WWDC 2017의 플랫폼 현황 발표

콘퍼런스는 월요일 아침 팀 쿡과 다른 애플 임원들의 기조연설로 시작된다. (1998년부터 2011년 사임 및 사망 전까지 스티브 잡스가 기조연설을 했으며, 언론에서는 이를 종종 Stevenote라고 불렀다.) 애플은 이 행사에서 정기적으로 제품을 발표하기 때문에 콘퍼런스 참석자와 언론 모두 참석한다. 연설 중 발표된 하드웨어는 행사 후에 콘퍼런스 홀에서 전시되기도 한다. 기조연설에 이어 오후에는 플랫폼 현황 발표가 진행되며, 이는 주 후반 세션에서 자세히 다룰 애플의 소프트웨어 개발자 플랫폼 변경 사항을 강조하고 시연한다. 애플 디자인 어워드도 콘퍼런스 첫날 발표된다.
화요일부터 금요일까지 여러 세션 트랙이 동시에 진행된다. 프레젠테이션은 프로그래밍, 디자인 및 기타 주제를 다루며, 입문부터 고급까지 다양하다. 거의 모든 정기 발표는 애플 직원들이 진행한다. 이 프레젠테이션은 라이브로 스트리밍되며, 녹화본은 콘퍼런스의 iOS 및 tvOS 애플리케이션에서 애플 개발자 웹사이트를 통해 주문형으로 시청할 수 있다. 점심 시간 세션은 기술 및 과학 분야의 산업 전문가인 다양한 초청 연사들이 진행하며, 이 세션은 스트리밍되거나 녹화되지 않는다. 과거에는 일부 세션에 질의응답 시간이 포함되었으며, 인기 있는 '전문가에게 질문하기(Stump the Experts)' 세션에서는 애플 직원과 참석자 간의 상호 작용이 이루어졌다.

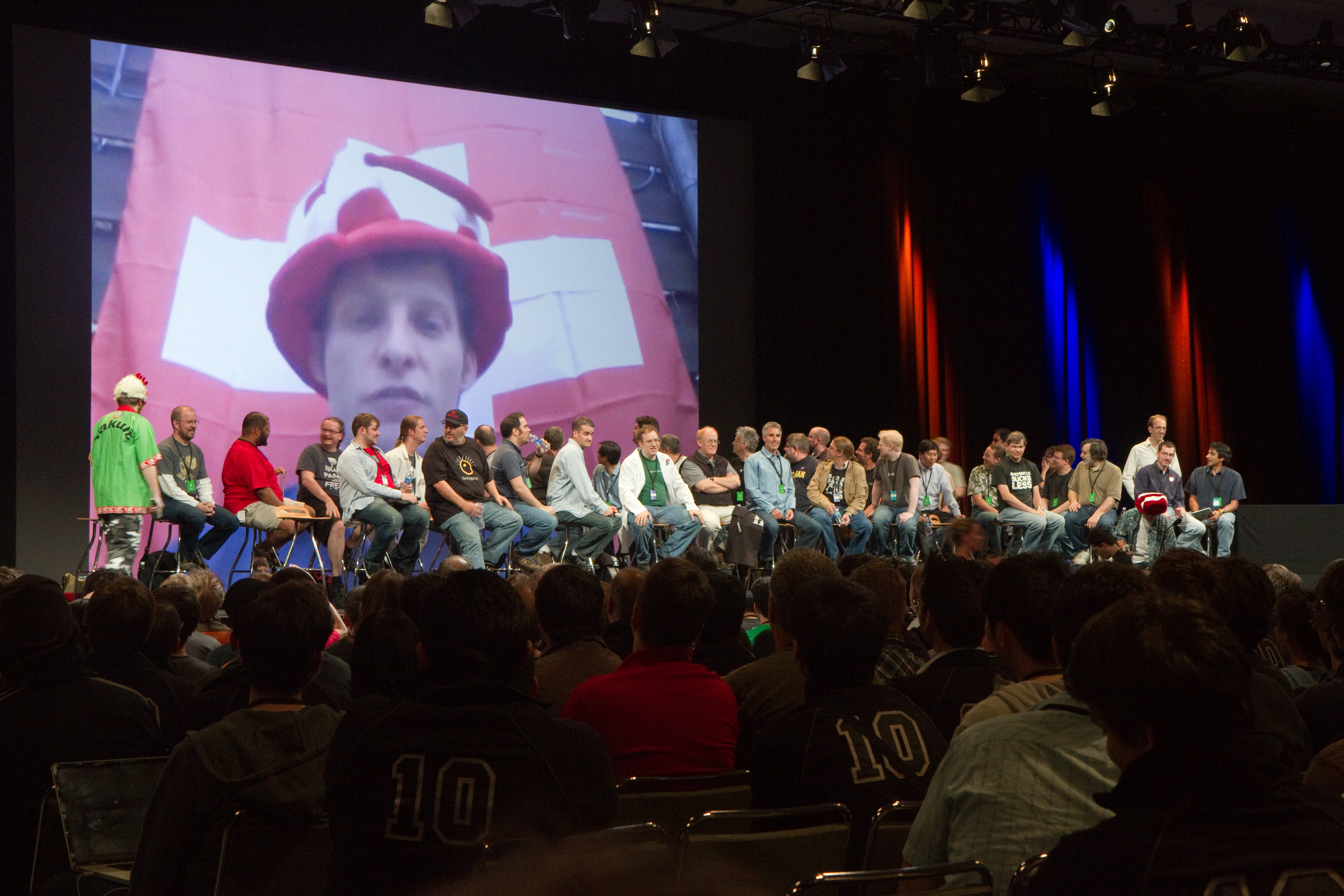
WWDC 2010의 전문가에게 질문하기(Stump the Experts)

일주일 내내 진행되는 랩에서는 애플 엔지니어들이 참석 개발자들과 일대일 상담을 제공한다. 사용자 인터페이스 디자인 및 컴퓨터 접근성 전문가도 예약제로 상담을 제공한다.
애플은 기술 분야의 여성이나 국제화 또는 기계 학습에 관심 있는 개발자 등 다양한 그룹을 위한 사교 모임을 콘퍼런스 기간 동안 조직한다. 목요일 저녁에 인근 공원에서 열리는 배쉬(이전에는 비어 배쉬)는 21세 이상 모든 참석자를 위한 라이브 음악, 음식, 음료를 제공한다.

WWDC 1997에 사용된 'Developer' 워드마크

## 역사
| 연도                                 | 날짜                                 | 장소                                         | 참조                                 |
| 애플 독립 소프트웨어 개발자 콘퍼런스 | 애플 독립 소프트웨어 개발자 콘퍼런스 | 애플 독립 소프트웨어 개발자 콘퍼런스         | 애플 독립 소프트웨어 개발자 콘퍼런스 |
| ------------------------------------ | ------------------------------------ | -------------------------------------------- | ------------------------------------ |
| 1983                                 | 8월 8–10일                           | 던피 호텔                                    | [ 14 ] [ 15 ]                        |
| 애플 II 포에버                       |                                      |                                              |                                      |
| 1984                                 | 4월 23–24일                          | 모스콘 센터                                  | [ 16 ]                               |
| 애플 월드 콘퍼런스                   |                                      |                                              |                                      |
| 1986                                 | 1월 15–17일                          | 브룩스 홀                                    | [ 17 ]                               |
| 1987                                 | 3월 2–3일                            | 깁슨 앰피시어터                              | [ 18 ]                               |
| 애플 개발자 콘퍼런스 (DevCon)        |                                      |                                              |                                      |
| 1987                                 | 4월 초                               | 산타클라라 컨벤션 센터                       | [ 19 ]                               |
| 1988                                 | 4월 말                               | 산호세 컨벤션 센터                           | [ 20 ]                               |
| 1988                                 | 9월                                  | 산호세 컨벤션 센터                           | [ 21 ]                               |
| 1989                                 | 5월 8–12일                           | 산호세 컨벤션 센터                           |                                      |
| 세계 개발자 회의 (WWDC)              |                                      |                                              |                                      |
| 1990                                 | 5월 7–11일                           | 산호세 컨벤션 센터                           | 빈칸                                 |
| 1991                                 | 5월 13–17일                          | 산호세 컨벤션 센터                           | 빈칸                                 |
| 1992                                 | 5월 11–15일                          | 산호세 컨벤션 센터                           | 빈칸                                 |
| 1993                                 | 5월 10–14일                          | 산호세 컨벤션 센터                           | 빈칸                                 |
| 1994                                 | 5월 16–20일                          | 산호세 컨벤션 센터                           | 빈칸                                 |
| 1995                                 | 5월 8–12일                           | 산호세 컨벤션 센터                           | 빈칸                                 |
| 1996                                 | 5월 13–17일                          | 산호세 컨벤션 센터                           | 빈칸                                 |
| 1997                                 | 5월 12–16일                          | 산호세 컨벤션 센터                           | 빈칸                                 |
| 1998                                 | 5월 11–15일                          | 산호세 컨벤션 센터                           | 빈칸                                 |
| 1999                                 | 5월 10–14일                          | 산호세 컨벤션 센터                           | 빈칸                                 |
| 2000                                 | 5월 15–19일                          | 산호세 컨벤션 센터                           | 빈칸                                 |
| 2001                                 | 5월 21–25일                          | 산호세 컨벤션 센터                           | 빈칸                                 |
| 2002                                 | 5월 6–10일                           | 산호세 컨벤션 센터                           | 빈칸                                 |
| 2003                                 | 6월 23–27일                          | 모스콘 웨스트                                | 빈칸                                 |
| 2004                                 | 6월 28일 – 7월 2일                   | 모스콘 웨스트                                | 빈칸                                 |
| 2005                                 | 6월 6–10일                           | 모스콘 웨스트                                | 빈칸                                 |
| 2006                                 | 8월 7–11일                           | 모스콘 웨스트                                | 빈칸                                 |
| 2007                                 | 6월 11–15일                          | 모스콘 웨스트                                | 빈칸                                 |
| 2008                                 | 6월 9–13일                           | 모스콘 웨스트                                | 빈칸                                 |
| 2009                                 | 6월 8–12일                           | 모스콘 웨스트                                | 빈칸                                 |
| 2010                                 | 6월 7–11일                           | 모스콘 웨스트                                | 빈칸                                 |
| 2011                                 | 6월 6–10일                           | 모스콘 웨스트                                | 빈칸                                 |
| 2012                                 | 6월 11–15일                          | 모스콘 웨스트                                | 빈칸                                 |
| 2013                                 | 6월 10–14일                          | 모스콘 웨스트                                | 빈칸                                 |
| 2014                                 | 6월 2–6일                            | 모스콘 웨스트                                | 빈칸                                 |
| 2015                                 | 6월 8–12일                           | 모스콘 웨스트                                | 빈칸                                 |
| 2016                                 | 6월 13–17일                          | 빌 그레이엄 시빅 오디토리움 모스콘 웨스트    | 빈칸                                 |
| 2017                                 | 6월 5–9일                            | 산호세 컨벤션 센터                           | 빈칸                                 |
| 2018                                 | 6월 4–8일                            | 산호세 컨벤션 센터                           | 빈칸                                 |
| 2019                                 | 6월 3–7일                            | 산호세 컨벤션 센터                           | 빈칸                                 |
| 2020                                 | 6월 22–26일                          | 디지털 콘퍼런스                              | 빈칸                                 |
| 2021                                 | 6월 7–11일                           | 디지털 콘퍼런스                              | 빈칸                                 |
| 2022                                 | 6월 6–10일                           | 애플 파크 (비디오 프레젠테이션, 첫째 날에만) | 빈칸                                 |
| 2023                                 | 6월 5–9일                            | 애플 파크 (비디오 프레젠테이션, 첫째 날에만) | 빈칸                                 |
| 2024                                 | 6월 10–14일                          | 애플 파크 (비디오 프레젠테이션, 첫째 날에만) | 빈칸                                 |
| 2025                                 | 6월 9–13일                           | 애플 파크 (비디오 프레젠테이션, 첫째 날에만) | 빈칸                                 |

### 1980년대

#### 1983 – 애플 독립 소프트웨어 개발자 콘퍼런스
1983년에 첫 WWDC가 개최되었다. 이 시기에는 행사가 애플 독립 소프트웨어 개발자 콘퍼런스라고 불렸다. 행사 참가자들은 NDA에 서명해야 했기 때문에 행사에 대해 많이 알려진 것은 없지만, 알려진 바로는 사람들이 그래픽 인터페이스를 가진 세계 최초의 개인용 컴퓨터인 Lisa를 처음 접했다고 한다.

#### 1984 – 애플 II 포에버
1984년 잡스는 유명한 매킨토시(두 번째 그래픽 인터페이스 개인용 컴퓨터)를 개발자들에게 선보였다. 이 해는 또한 콘퍼런스가 언론에 처음 공개된 해이기도 했다.

#### 1986 – 애플 월드 콘퍼런스
1986년 애플 월드 콘퍼런스는 샌프란시스코에서 열렸으며, 400개 이상의 전시업체와 200개 회사가 애플 II 및 매킨토시 관련 제품을 선보였다. 참석자들은 컴퓨터 액세서리, 주변기기, 하드웨어 및 소프트웨어를 구매할 수 있었다. 애플은 또한 콘퍼런스에서 단색 레이저 프린터인 LaserWriter Plus를 선보였다. 스튜어트 앨솝 2세, 데이비드 버넬, 에스터 다이슨, 아담 그린, 가이 가와사키와 같은 저명한 업계 전문가들이 여러 콘퍼런스를 이끌었다.

#### 1987 – AppleWorld 콘퍼런스
1987년 AppleWorld 콘퍼런스는 애플의 10주년을 기념하고 신제품을 선보이기 위해 1987년 3월 2일부터 3일까지 로스앤젤레스에서 개최된 이틀간의 행사였다. 기조연설 행사에서 애플은 매킨토시 SE와 매킨토시 II를 선보였는데, 이는 애플의 유닉스 구현인 A/UX를 지원하는 최초의 매킨토시였다. 또한 애플은 쓰리콤과 협력하여 애플토크 프로토콜의 이더넷 호환 버전인 EtherTalk를 개발한다고 발표했다. 개막 세션에서 애플 COO 델 요컴, 스티브 워즈니악, 그리고 CEO 존 스컬리는 각각 애플의 역사, 철학, 목표에 대해 이야기했다. 스컬리는 고해상도 화면에 대한 약속을 포함하여 애플의 미래 계획을 암시했다.

#### 1987 – 애플 개발자 콘퍼런스
1987년 데브콘은 4월 첫째 주에 열렸다.

#### 1988년 봄
4월 마지막 주, System 6.0 출시를 앞두고 애플은 출시될 여러 기능을 발표했다. 이 기능에는 포그라운드 애플리케이션에 데이터를 보낼 수 있는 알림 관리자, 키보드 매크로를 생성하도록 설계된 프로그램인 매크로 메이커, 퀵드로우의 성능 향상 기능인 퀵어그래프, 그리고 시스템의 인쇄 모니터 향상 기능이 포함되었다.
System 7.0의 경우, 애플은 애플리케이션 간 통신 관련 기능 및 MultiFinder가 운영 체제의 표준 통합 부분이 되어 파인더를 대체할 것이라고 추가 기능을 발표했다. 애플은 또한 컬러 퀵드로우를 포함한 32비트 그래픽 관련 문제도 해결했다.
더 나은 멀티태스킹도 프로세스 간 통신 형태로 강조되었다.
이러한 업데이트 외에도 빌 앳킨슨은 CD-ROM 및 기타 쓰기 방지 미디어를 지원하는 하이퍼카드 버전 1.2를 선보였다.

#### 1988년 여름
9월 둘째 주, 애플은 VMS 및 DECnet에 대한 AppleTalk 지원을 발표했다.

#### 1989
1989년에는 시스템 7이 발표되었다.

### 1990년대

#### 1991
1991년 WWDC에서는 퀵타임의 첫 공개 시연이 이루어졌다.

#### 1995
1995년 WWDC'95는 거의 전적으로 코플랜드 프로젝트에 초점을 맞추었으며, 이 시점에는 어느 정도 시연이 가능했다. 길 아멜리오는 이 시스템이 여름 말에 베타 형태로, 늦가을에 초기 상업용으로 출시될 예정이라고 밝혔다. 그러나 라이브 데모는 거의 제공되지 않았고, 운영 체제의 베타 버전도 제공되지 않았다.

#### 1996
1996년 WWDC'96의 주요 초점은 OpenDoc이라는 새로운 소프트웨어 구성 요소 기술이었다. 이를 통해 최종 사용자는 원하는 기능을 제공하는 구성 요소들로 애플리케이션을 컴파일할 수 있었다. OpenDoc 컨소시엄에는 어도비, 로터스, 그리고 애플이 포함되었다. 애플은 OpenDoc을 Mac OS 하의 애플리케이션 구조를 위한 미래의 기반으로 선전했다. 개념 증명으로 애플은 Cyberdog라는 새로운 최종 사용자 제품을 시연했는데, 이는 사용자가 교환할 수 있는 OpenDoc 구성 요소로 완전히 구축된 통합 브라우저, 이메일, FTP, 텔넷, 핑거 및 기타 서비스를 제공하는 포괄적인 인터넷 애플리케이션 구성 요소 스위트였다. 애플의 전액 출자 자회사인 클래리스 코퍼레이션의 주요 제품인 클라리스웍스(나중에 애플웍스로 이름 변경)는 기능적인 OpenDoc 구성 요소를 포함할 수 있도록 수정된 사전 OpenDoc 구성 요소 아키텍처 애플리케이션의 예로 시연되었다.

#### 1997
1997년 WWDC는 스티브 잡스가 컨설턴트로 복귀한 것을 기념했으며, 개발자의 모욕에 대한 그의 유명한 반응을 보여주었다. WWDC'97은 NeXT 인수 후 첫 번째 행사였으며, 오픈스텝을 다음 맥 OS의 기반으로 사용하려는 노력에 초점을 맞추었다. 당시 계획은 Mac과 유사한 룩 앤드 필로 수정된 오픈스텝 버전인 옐로우 박스와 기존 Mac 애플리케이션이 OS 에뮬레이션 하에서 실행되도록 허용하는 블루 박스로 구성될 랩소디라는 새로운 시스템을 도입하는 것이었다. 이 행사는 주로 2월 4일에 두 개발 팀이 합병된 이후의 개발 노력에 대한 간략한 역사를 포함하여 진행 중인 작업에 중점을 두었다. 탭 및 개요 보기, 새로운 객체 기반 그래픽 레이어(NSBezier)를 포함하여 시스템에 대한 몇 가지 새로운 추가 사항도 시연되었다.

#### 1998
1998년, 새로운 운영 체제에 대한 개발자 의견에 따라 WWDC'98의 큰 발표는 카본의 도입이었다. 이는 효과적으로 클래식 Mac OS API의 오픈스텝 구현 버전이었다. 원래의 랩소디 계획에서는 클래식 애플리케이션은 클래식 Mac OS의 샌드박스 설치(블루 박스라고 불림)에서 실행되며, 새로운 Mac OS X 기능에 접근할 수 없었다. 보호된 메모리 및 선점형 멀티태스킹과 같은 새로운 기능을 받으려면 개발자들은 옐로우 박스 API를 사용하여 애플리케이션을 다시 작성해야 했다. 당시 축소되는 시장과 관련하여 주요 이식 노력에 대한 개발자들의 불만과 플랫폼을 단순히 포기할 수도 있다는 경고는 애플이 원래 계획을 재고하게 만들었다. 카본은 필요한 노력을 극적으로 줄이는 동시에 기본 OS의 일부 새로운 기능을 노출함으로써 문제를 해결했다. WWDC'98의 또 다른 주요 도입은 디스플레이 포스트스크립트를 디스플레이 PDF와 유사한 것으로 대체한 쿼츠 이미징 모델이었다. 이 전환의 이유는 불분명하지만, 쿼츠는 클래식 OS의 기존 QuickDraw 모델과 (나중에 알려진) Java2D에 대한 더 나은 지원도 포함했다. 그래픽 모델에서 QuickDraw를 직접 지원하는 것은 블루 박스가 이제 별도의 창이 아닌 기존 데스크톱에 통합되어 보이지 않게 될 것이라는 관련 발표로 이어졌다.

#### 1999
1999년 WWDC'99는 본질적으로 WWDC'98에 설명된 계획이 실현되면서 진행 상황을 보고하는 자리였다. 세 가지 주요 발표는 새로운 OS의 기본 운영 체제가 다윈으로 공개되고, 매킨토시 파인더가 개선되며, 퀵드로우 3D가 기본 3D API로 OpenGL로 대체된 것이었다. 이전에 오픈스텝으로 명명되었고 개발 중에는 옐로우 박스라고 불렸던 시스템은 공식적으로 코코아로 이름이 변경되었다. 2,563명의 개발자가 참석했다.

### 2000년대

#### 2000
WWDC 2000은 macOS의 출시를 앞두고 또 다른 "진행 보고"였다. 최근 변경 사항에는 수정된 독과 개선된 개발자 도구 버전이 포함되었다. 개발자 미리보기 4가 행사에서 출시되었으며, 상업적 출시는 2001년 1월로 미뤄졌다. 또한, WebObjects의 가격은 699달러의 고정 요금으로 인하되었다. 약 3,600명의 개발자가 참석했으며, 밴드 리핑턴스가 애플 캠퍼스에서 공연했다.

#### 2001
2001년에 Mac OS X가 막 출시되었지만, WWDC'01에서는 Mac OS X Server와 WebObjects 5의 첫 출시가 추가되었다. 4,000명 이상의 개발자가 참석했으며, 뒷면에 큰 파란색 "X"가 수놓아진 가죽 재킷이 참석자들에게 배포되었다.

#### 2002
2002년에는 Mac OS X v.10.2, 퀵타임 6 및 랑데부(현재 봉주르로 명명)가 발표되었다. 애플은 또한 모의 장례식을 통해 Mac OS 9와 작별을 고했으며, 개발자들에게 더 이상 Mac OS 9 개발은 없을 것이라고 말하며, 맥의 미래가 이제 전적으로 Mac OS X에 달려 있음을 강조했다. 이로써 클래식 Mac OS 운영 체제는 막을 내렸다.

#### 2003
2003년 WWDC 2003에서는 파워 맥 G5를 시연하고, Mac OS X 팬더 (10.3)를 미리 보여주었으며, 사파리 1.0 출시를 발표하고 (베타 단계 종료), 아이포토, 아이무비, IDVD 등의 아이앱(iApps)을 소개했다. 참석자들은 아이사이트 웹 카메라의 애플 첫 모델(아이챗 AV 출시와 맞물림), Mac OS X 10.3 및 Mac OS X 10.3 서버의 사전 출시, O'Reilly 책 Cocoa in a Nutshell, 그리고 17인치 노트북 휴대 가방을 받았다. 애플은 또한 극장 개봉에 앞서 픽사 영화 니모를 찾아서를 참석자들을 위해 상영했다. 원래 산호세 (캘리포니아주)에서 5월 19일부터 23일까지로 예정되었던 WWDC 2003은 샌프란시스코 모스콘 센터에서 6월 23일부터 27일로 변경되었다. 약 3,000명의 개발자가 참석했다.

#### 2004
2004년 WWDC는 6월 28일부터 7월 2일까지 개최되었다. 잡스는 2003년보다 17% 증가한 3,500명의 개발자가 참석했다고 언급했다. 23인치 및 30인치 와이드스크린의 새로운 디스플레이가 소개되었다. Mac OS X 타이거 (10.4)가 미리보기로 공개되었고, 잡스가 통합 팟캐스트 지원이 포함된 첫 버전인 아이튠즈 4.9를 시연했다. 모든 참석자들은 타이거 개발자 미리보기, 앞면에 애플 로고가 있고 뒷면에 "WWDC 2004"가 새겨진 회색 티셔츠, 17인치 파워북을 담을 수 있는 백팩, 그리고 Apple Remote Desktop 2.0 사본을 받았다. 지미 이트 월드 밴드는 참석자들이 모스콘 센터 웨스트에서 버스를 타고 도착한 후 애플 캠퍼스에서 공연했다.

#### 2005
WWDC 2005는 6월 6일부터 10일까지 개최되었다. 기본적인 시장 업데이트 후, 잡스는 애플이 맥을 인텔 프로세서로 전환할 것이라고 발표했다. 기조연설에는 울프럼 리서치의 개발자들이 출연하여 인텔 플랫폼에서 Mac OS X로 매스매티카를 이식한 경험에 대해 논의했다. 이 콘퍼런스는 110개의 랩 세션과 95개의 프레젠테이션 세션으로 구성되었으며, 500명 이상의 애플 엔지니어가 45개국에서 온 3,800명의 참석자와 함께 현장에 있었다. 더 월플라워스 밴드는 애플 캠퍼스에서 공연했다.

#### 2006

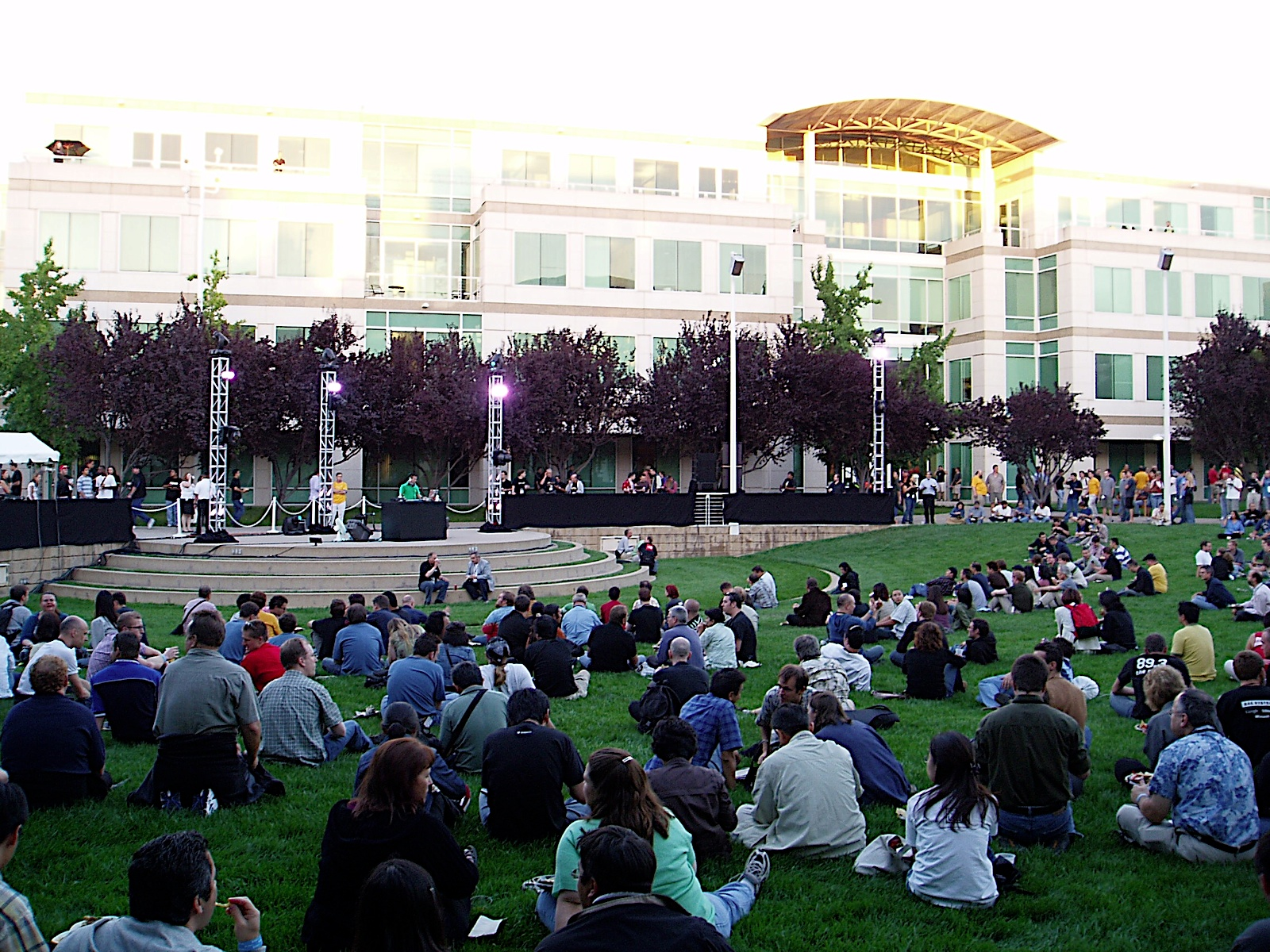
BT가 2006년 WWDC 배쉬에서 공연하는 모습. 1 인피니트 루프 캠퍼스에서 열렸다.

2006년, 잡스는 샌프란시스코 모스콘 센터 웨스트에서 8월 7일부터 11일까지 개최된 WWDC에서 다시 기조연설을 했다. 맥 프로는 애플의 이전 프로 데스크톱 컴퓨터이자 마지막 파워PC 기반 Mac이었던 파워 맥 G5를 대체하는 제품으로 발표되었다. 표준 맥 프로는 2개의 2.66 GHz 듀얼 코어 제온(Woodcrest) 프로세서, 1GB RAM, 250GB 하드 드라이브, 256MB 비디오 카드를 특징으로 했다. 듀얼 코어 제온 기반의 Xserve 업데이트도 발표되었다. 애플 서버 라인업의 추가 제품 개선 사항으로는 이중 전원 및 라이트 아웃 관리가 있었다. 특정 주요 Mac OS X 개선 사항은 공개되지 않았지만, 다음 버전인 Mac OS X 레퍼드 (10.5)에는 10가지 개선 사항이 있었다. 여기에는 완전한 64비트 앱 지원, 타임 머신, 부트 캠프, 프런트로, 포토 부스, 스페이스 (가상 데스크톱), 스포트라이트 개선, 코어 애니메이션, 유니버설 액세스 개선, 메일 개선, 대시보드 개선 (대시코드 포함), 그리고 아이챗 개선이 포함되었다. 레퍼드 기능과 함께 Mac OS X Server 제품에 대한 주요 개정이 발표되었다. 서버의 새로운 기능으로는 간소화된 설정 프로세스, CalDAV 표준 기반의 iCal Server, Apple Teams (웹 기반 협업 서비스 모음), Spotlight Server, Podcast Producer가 포함되었다. 2006년 WWDC에는 48개국에서 온 4,200명의 개발자가 참석했으며, 개발자를 위한 140개의 세션과 100개의 실습 랩이 있었다. 1,000명 이상의 애플 엔지니어가 행사에 참석했으며, DJ BT가 쿠퍼티노의 애플 캠퍼스에서 공연했다.

#### 2007
WWDC 2007은 6월 11일부터 15일까지 모스콘 센터 웨스트에서 개최되었으며, 잡스의 기조연설로 시작되었다. 애플은 Mac OS X 레퍼드의 기능 완성 베타 버전을 공개했지만, 출시일은 10월로 미뤄졌다. 잡스는 애플의 독점 웹 브라우저인 사파리의 윈도우 버전이 개발되었으며, 같은 날 온라인에서 베타 버전이 제공될 것이라고 발표했다. 애플은 또한 당시 출시 예정이었던 아이폰의 서드파티 개발을 핸드셋의 사파리에서 실행되는 온라인 웹 애플리케이션을 통해 지원한다고 발표했다. 이 발표는 애플이 당분간 아이폰 SDK를 출시할 계획이 없으며, 개발자들이 표준 웹 프로토콜을 사용해야 함을 의미했다. 또한 잡스는 기조연설에서 WWDC 2007에 5,000명 이상의 참석자가 있었으며, 이는 전년도 기록을 깼다고 언급했다. 밴드 오조마틀리가 예르바 부에나 가든에서 공연했다.

#### 2008
2008년 WWDC 2008은 6월 9일부터 13일까지 모스콘 센터 웨스트에서 열렸다. 애플은 처음으로 콘퍼런스 티켓이 매진되었다고 보고했다. 개발자를 위한 세 가지 트랙은 아이폰, 맥, 그리고 IT였다. 기조연설에서의 발표에는 아이폰 및 아이팟 터치용 앱 스토어, 아이폰 SDK의 안정 버전, 전 세계 시장을 위한 보조금 지원 3G 아이폰 버전, 아이폰 OS 버전 2.0, Mac OS X 스노 레퍼드 (10.6), 그리고 .Mac을 모바일미로 대체/재브랜딩하는 것이 포함되었다. 7년 후 야후 뉴스는 2008년을 "WWDC 제품 발표의 정점"이라고 묘사했지만, 모바일미 문제로 인해 "애플 역사상 가장 큰 홍보 재앙 중 하나"가 되었다고 덧붙였다. 6월 12일 열린 배쉬에서는 베어네이키드 레이디스 밴드가 예르바 부에나 가든에서 공연했다.

#### 2009
2009년 WWDC 2009는 6월 8일부터 12일까지 모스콘 센터 웨스트에서 열렸으며, 애플은 2009년 콘퍼런스가 4월 말에 매진되었다고 보고했다. 기조연설에서의 발표는 3월에 개발자들에게 발표된 아이폰 OS 3.0 소프트웨어 출시, Mac OS X 스노 레퍼드 (10.6) 시연, 새로운 13인치 맥북 프로, 15인치 및 17인치 맥북 프로 업데이트, 그리고 새로운 아이폰 3GS가 포함되었다. 애플의 제품 마케팅 수석 부사장인 필립 W. 실러가 올해 WWDC 기조연설을 맡았으며, 연초부터 병가를 냈던 잡스는 참석하지 않았다. 참석자들은 폴리클로로프렌 메신저 가방을 받았고, 케이크 밴드가 예르바 부에나 가든에서 공연했다. 인쇄된 종이 명찰 대신 플라스틱 명찰이 사용된 것은 이때가 처음이었다.

### 2010년대

#### 2010

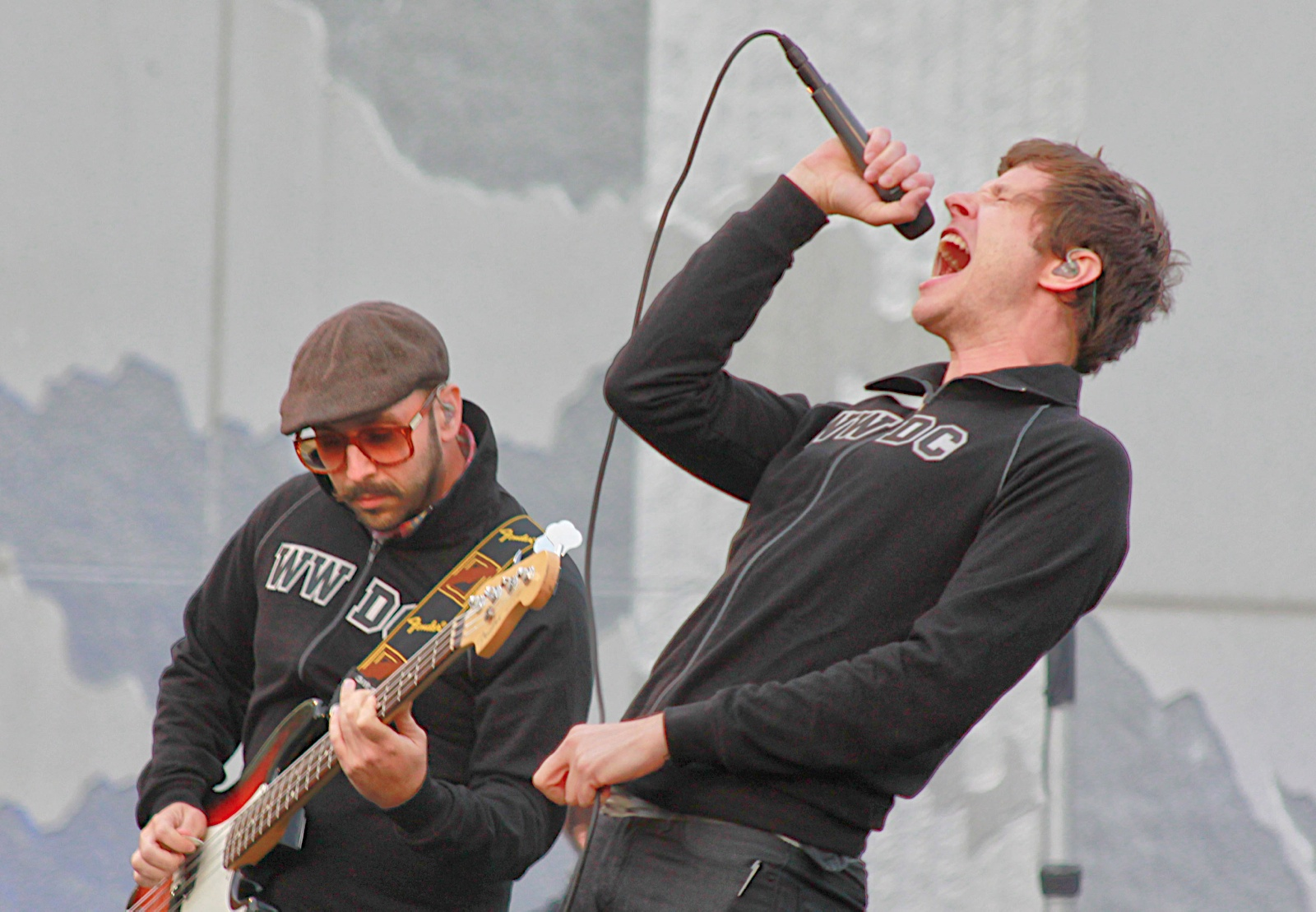
2010년 WWDC 배쉬에서 콘퍼런스 재킷을 입고 공연하는 오케이 고.

WWDC 2010은 2010년 4월 28일에 발표되었으며, 6월 7일부터 11일까지 모스콘 센터 웨스트에서 개최되었다. 애플은 티켓이 판매된 지 8일 만에 매진되었다고 보고했으며, 티켓은 1599달러의 정가로만 판매되었다(2009년 및 그 이전에는 300달러의 얼리버드 할인을 통해 티켓을 구매할 수 있었다). 2010년 6월 7일, 잡스는 아이폰 4를 발표했는데, 이로 인한 기술적 문제와 잡스가 문제를 전화기 소유자 탓으로 돌리면서 콘퍼런스 이후 안테나게이트가 지배적이었다. 또한 WWDC 2010에서는 아이폰 OS를 iOS로 이름을 변경한다고 발표했다. 페이스타임과 아이폰용 아이무비 앱도 발표되었다. 오케이 고 밴드가 예르바 부에나 가든에서 공연했다. 참석자들은 조끼에 "WWDC" 글자와 뒷면에 "10"이 수놓아진 검은색 트랙 재킷을 받았다.

#### 2011

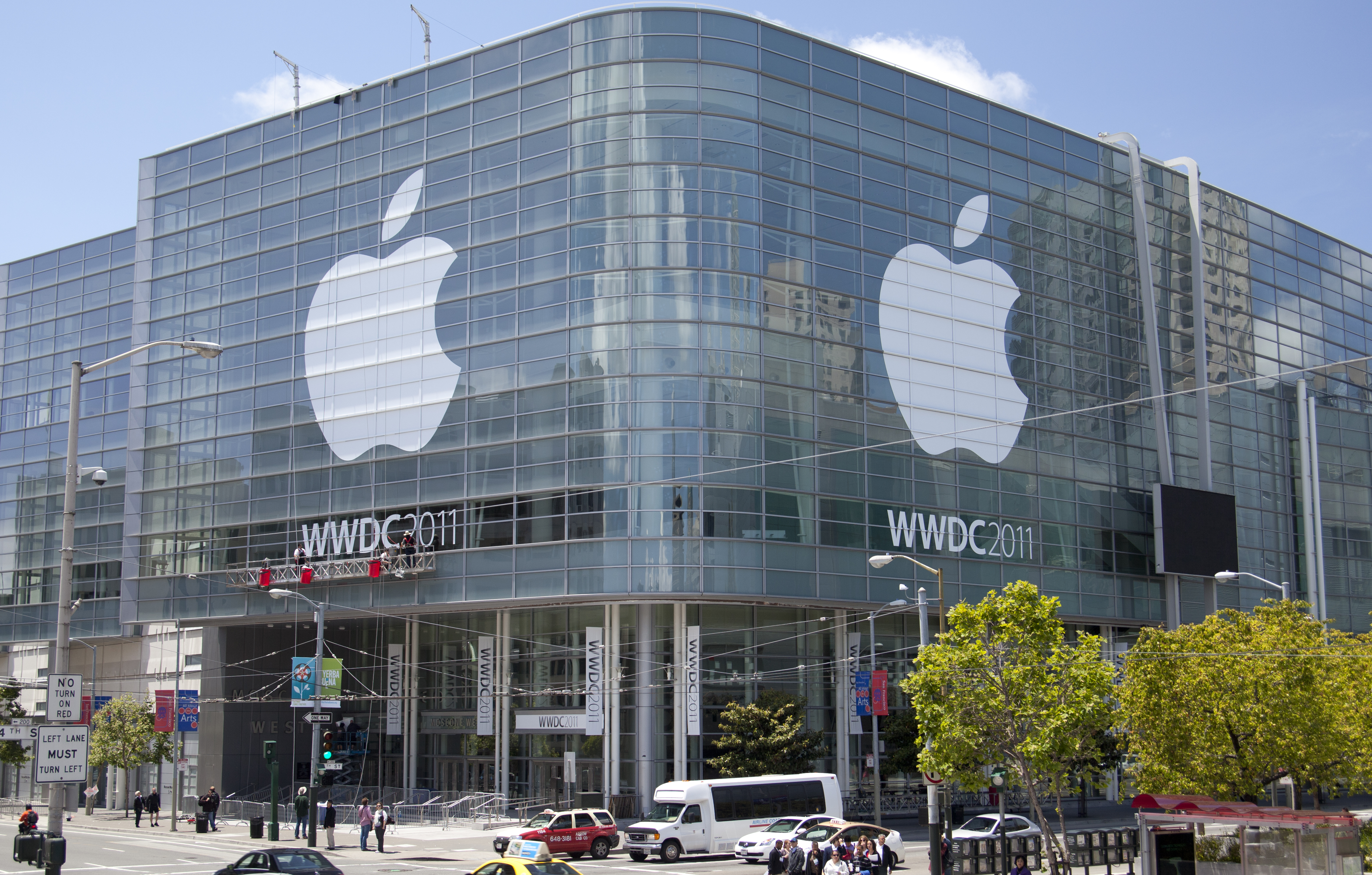
WWDC 2011 기간 중 모스콘 웨스트

WWDC 2011은 2011년 6월 6일부터 10일까지 모스콘 센터 웨스트에서 개최되었다. 2011년 3월 28일 5,000장의 티켓이 판매된 지 12시간 만에 매진된 것으로 보고되었다. 티켓 가격은 2010년 WWDC와 동일하게 1,599달러였지만, 암시장 티켓 가격은 2,500달러에서 3,500달러에 달했다. 기조연설에서 애플은 차세대 소프트웨어를 공개했다. Mac OS X의 여덟 번째 주요 릴리스인 Mac OS X 라이언, 아이패드, 아이폰, 아이팟 터치를 구동하는 애플의 고급 모바일 운영 체제 다음 버전인 iOS 5, 그리고 애플의 다가오는 클라우드 서비스인 아이클라우드였다. 마이클 프랜티 앤 스피어헤드는 6월 9일 예르바 부에나 가든에서 열린 배쉬에서 공연했다. 참석자들은 전년도와 유사한 검은색 트랙 재킷을 받았지만, 앞면에는 "WWDC"가 더 작게, 뒷면에는 "11"이 수놓아져 있었다. 이것은 잡스가 사망하기 4개월 전, 그가 생전에 주최한 마지막 애플 행사였다.

#### 2012
WWDC 2012는 6월 11일부터 15일까지 모스콘 센터 웨스트에서 개최되었다. 티켓 가격은 2010년 WWDC와 동일한 1,599달러였다. 애플은 결제 방식을 유료 애플 개발자 계정과 연결된 애플 ID를 사용하도록 변경했다. 티켓은 2012년 4월 25일 수요일 오전 8시 30분(미국 동부 표준시) 직후 판매를 시작하여 1시간 43분 만에 매진되었다. 기조연설에서는 애플 지도 출시를 강조했으며, 맥북 에어의 새로운 모델과 레티나 디스플레이를 포함한 맥북 프로도 발표되었다. 애플은 또한 OS X 마운틴 라이언과 iOS 6도 선보였다.
이전에는 참석자들이 18세 이상이어야 했다. 2012년에 애플은 이 요건을 13세 이상으로 변경했는데, 이는 2011년 학생 장학금을 "실수로" 받은 미성년자가 팀 쿡에게 수여를 유지해달라고 성공적으로 청원한 이후였다. 변경에도 불구하고, 비어 배쉬 참석자들은 현지 및 연방 법률에 따라 여전히 18세 이상이어야 했고, 술을 마시려면 21세 이상이어야 했다. 네온 트리스가 WWDC 배쉬에서 공연했다.

#### 2013
2013년 WWDC 2013은 2013년 6월 10일부터 14일까지 모스콘 센터 웨스트에서 개최되었다. 티켓은 2013년 4월 25일 PDT 오전 10시에 판매를 시작하여, 71초(1분 11초) 만에 매진되었다. 애플은 또한 젊은 참석자들이 콘퍼런스의 다양한 워크숍 혜택을 누릴 수 있도록 150장의 무료 WWDC 2013 학생 장학금 티켓을 수여할 것이라고 발표했다.
기조연설에서 애플은 재설계된 맥 프로, 에어포트 타임 캡슐, AirPort Extreme, 맥북 에어 모델을 공개하고, OS X 매버릭스, iOS 7, iWork for iCloud, 그리고 아이튠즈 라디오라는 새로운 음악 스트리밍 서비스를 선보였다. 뱀파이어 위켄드는 6월 13일 예르바 부에나 가든에서 열린 배쉬에서 공연했다. 참석자들은 앞면에 "WWDC" 글자와 뒷면에 "13"이 수놓아진 검은색 방풍 재킷을 받았다.

#### 2014
WWDC 2014는 2014년 6월 2일부터 6일까지 모스콘 센터 웨스트에서 개최되었다. 처음으로 티켓 구매 기회는 콘퍼런스 발표 당시 애플 개발자 프로그램 회원이었고 애플 개발자 웹사이트에 등록한 개발자들에게 무작위로 주어졌다. 애플은 또한 200장의 무료 학생 장학금 티켓을 제공했다. 기조연설은 6월 2일에 시작되었고 애플은 앱 스토어 출시 이후 iOS의 가장 큰 업데이트인 iOS 8과 iOS에서 영감을 받은 재설계된 인터페이스를 특징으로 하는 OS X 요세미티를 포함한 여러 새로운 소프트웨어 항목을 공개했다. 발표에는 새로운 프로그래밍 언어인 스위프트, iOS 8용의 많은 개발자 키트 및 도구가 포함되었지만, 새로운 하드웨어는 없었다. 바스티유는 예르바 부에나 가든에서 공연했으며, 참석자들은 앞면에 "WWDC" 글자와 뒷면에 "14"가 수놓아진 검은색 방풍 재킷과 WWDC 25주년을 기념하는 25달러짜리 아이튠즈 기프트 카드를 받았다.

#### 2015
WWDC 2015는 2015년 6월 8일부터 12일까지 샌프란시스코 모스콘 센터 웨스트에서 개최되었다. 주요 발표 내용은 iOS 9의 새로운 기능, OS X 엘 카피탠이라는 다음 버전의 OS X, 애플 워치에 대한 첫 주요 소프트웨어 업데이트, 6월 30일 애플 뮤직 출시, 그리고 스위프트 언어가 iOS, OS X, 리눅스를 지원하는 오픈 소스 소프트웨어가 될 것이라는 소식이었다. 비어 배쉬는 6월 11일 예르바 부에나 가든에서 열렸다. 워크 더 문이 그곳에서 공연했다.

#### 2016
WWDC 2016은 2016년 6월 13일부터 17일까지 샌프란시스코의 빌 그레이엄 시빅 오디토리움과 모스콘 센터 웨스트에서 개최되었다. 행사에서 발표된 내용은 OS X를 macOS로 이름을 변경하고, 새로운 버전인 macOS 시에라, 그리고 iOS 10, watchOS 3, tvOS 10 업데이트를 포함했다. 애플은 기조연설이 개발자들에게 역대 최대 규모가 될 것이라고 선언했으며, 이는 메시지, 애플 지도, Siri의 기능을 서드파티 개발자들이 확장할 수 있도록 허용하면서 현실이 되었다. 시스코 시스템즈와 애플은 2016년 WWDC에서 파트너십을 발표했다. 시스코 데브넷을 통해 접근하는 시스코 API는 애플 iOS 및 API와 더 큰 상호 운용성을 가질 예정이었다.
기조연설은 새로운 하드웨어 발표 없이 소프트웨어 업데이트와 기능에 더 중점을 두었다. 애플은 HomeKit과 연동하여 모든 타사 홈 애플리케이션의 제어 센터 역할을 하는 홈 앱을 출시했다. 또한, 스위프트 플레이그라운드는 애플의 프로그래밍 언어 스위프트를 사용하여 어린 학생들이 코딩을 배울 수 있도록 돕는 아이패드 전용 앱으로 발표되었다. 애플의 새로운 파일 시스템인 APFS가 소개되었다.
배쉬는 굿  샬럿이 빌 그레이엄 시빅 오디토리움에서 공연했다.

#### 2017
WWDC 2017(WWDC17로 표기)은 2017년 6월 5일부터 9일까지 산호세 (캘리포니아주)의 산호세 컨벤션 센터에서 개최되었는데, 이는 2002년 이후 처음으로 해당 도시에서 열린 콘퍼런스였다. 소프트웨어 발표에는 iOS 11, watchOS 4, macOS 하이 시에라, tvOS 11이 포함되었다. 하드웨어 발표에는 아이맥, 맥북, 맥북 프로 업데이트뿐만 아니라 새로운 아이맥 프로, 10.5인치 아이패드 프로, 그리고 스마트 스피커 홈팟이 포함되었다. 폴 아웃 보이가 6월 8일 디스커버리 메도우에서 열린 배쉬에서 공연했다.

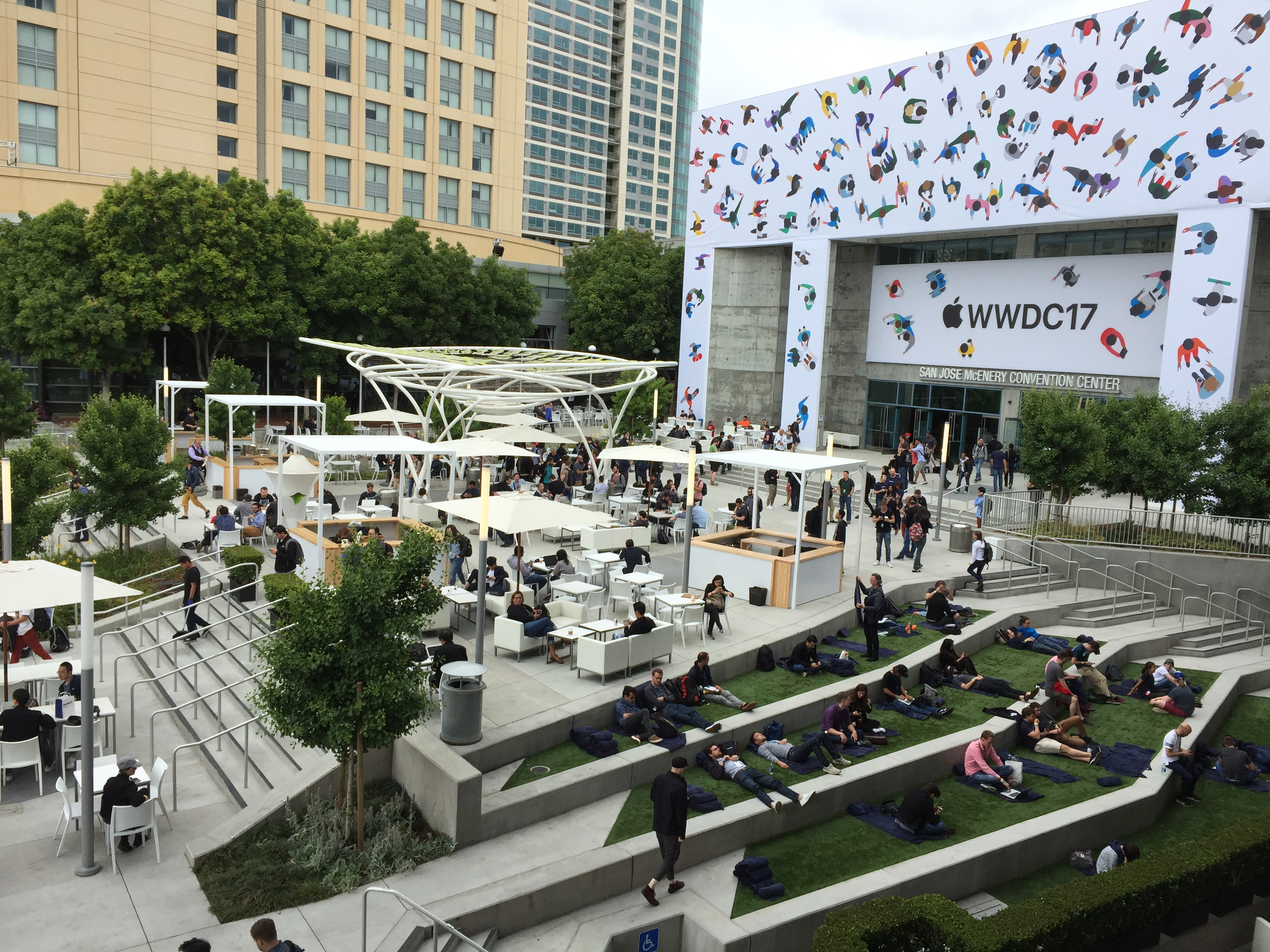
산호세 컨벤션 센터에서의 WWDC 2017

#### 2018

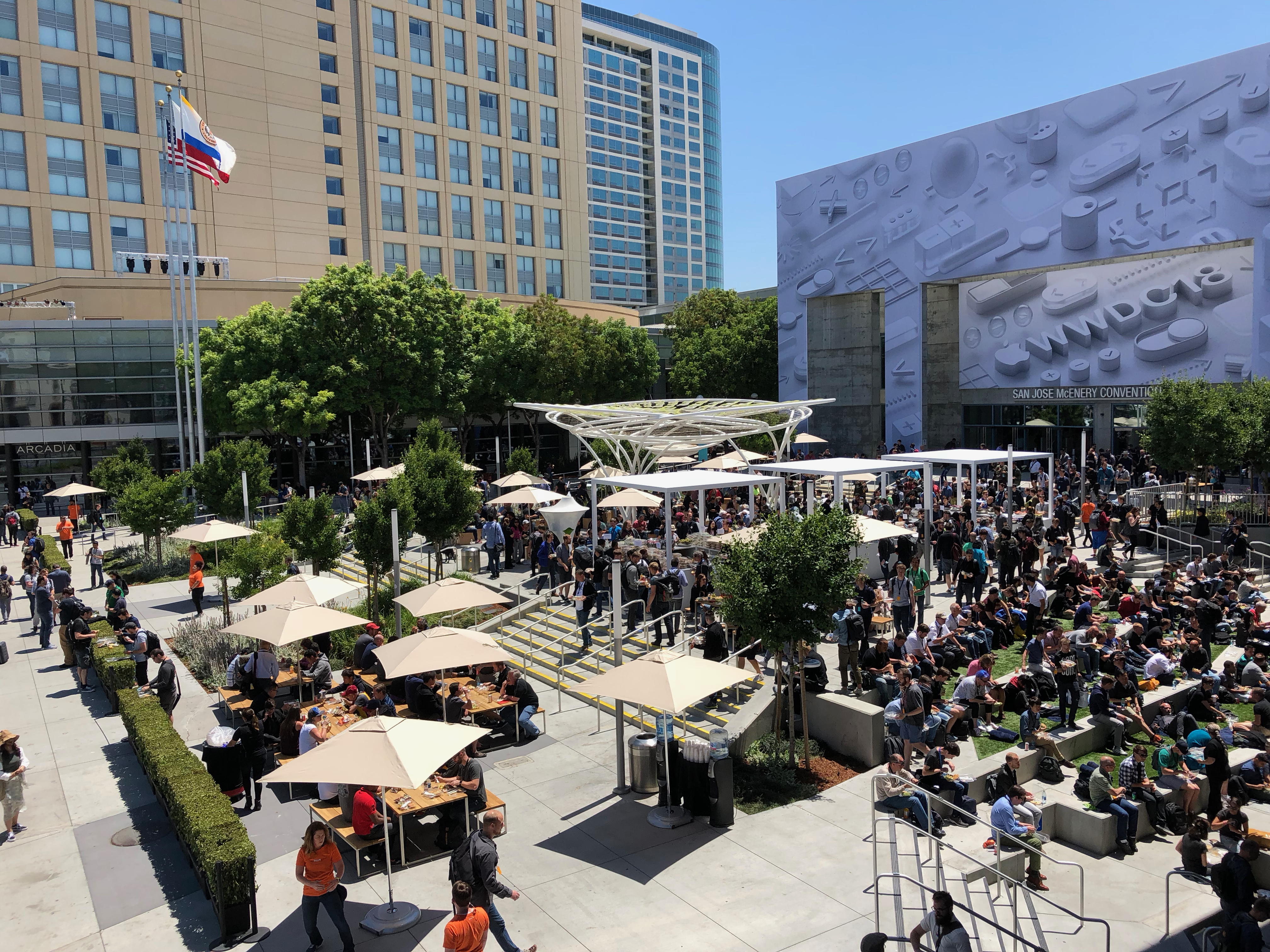
산호세 컨벤션 센터에서의 WWDC 2018

WWDC 2018은 2018년 6월 4일부터 8일까지 캘리포니아 산호세의 산호세 컨벤션 센터에서 개최되었다. 행사에서의 발표 내용은 iOS 12, macOS 모하비, watchOS 5, 그리고 tvOS 12를 포함했다. 2016년과 마찬가지로 새로운 하드웨어 발표는 없었다. 패닉! 앳 더 디스코가 디스커버리 메도우 공원에서 열린 배쉬에서 공연했다.

#### 2019
WWDC 2019는 2019년 6월 3일부터 7일까지 캘리포니아 산호세의 산호세 컨벤션 센터에서 개최되었다. 행사에서의 발표 내용에는 iOS 13, macOS 카탈리나, watchOS 6, tvOS 13, iPadOS 13, 3세대 맥 프로, 그리고 프로 디스플레이 XDR이 포함되었다. 위저가 디스커버리 메도우 공원에서 열린 배쉬에서 공연했다.

### 2020년대

#### 2020
WWDC 2020은 진행 중인 코로나19 범유행으로 인해 처음으로 2020년 6월 22일부터 26일까지 온라인 전용 콘퍼런스로 개최되었다. 온라인 애플 스페셜 이벤트에서의 발표에는 iOS 14, iPadOS 14, watchOS 7, tvOS 14, macOS 빅서, 그리고 매킨토시 개인용 컴퓨터 제품군을 위한 애플의 맞춤형 ARM 프로세서로의 전환이 포함되었는데, 개발자용 ARM 기반 Mac 시제품도 발표되었다. 행사 영상은 쿠퍼티노의 애플 파크에서 촬영되었다. 전체적으로 이 행사는 72시간 분량의 콘텐츠로 2,200만 회 이상의 조회수를 기록했다.

#### 2021
WWDC 2021은 "Glow and behold."라는 슬로건으로, 코로나19 범유행으로 인해 2021년 6월 7일부터 11일까지 또 다른 온라인 전용 콘퍼런스로 개최되었다. iOS 15, iPadOS 15, watchOS 8, tvOS 15, macOS 몬터레이 및 기타 소프트웨어 업데이트가 발표되었다. 콘퍼런스에서는 새로운 하드웨어 발표는 없었다. 2020년과 마찬가지로 행사 영상은 쿠퍼티노의 애플 파크에서 촬영되었다.

#### 2022
"Call to code."라는 슬로건을 내세운 WWDC 2022는 2022년 6월 6일부터 10일까지 온라인 콘퍼런스로 개최되었는데, 이는 개선에도 불구하고 코로나19 범유행 때문이었지만, 6월 6일 애플 파크에서 개발자와 학생들이 온라인 이벤트를 함께 시청할 수 있는 특별한 날이 있었다. 코로나19 범유행에도 불구하고, 이 행사는 2019년 이후 처음으로 오프라인 콘퍼런스로도 개최되었다. iOS 16, iPadOS 16, watchOS 9, tvOS 16, 그리고 macOS 벤투라가 콘퍼런스에서 발표되었다. 맥용 스테이지 매니저도 초기 프레젠테이션에서 소개되었다. 하드웨어 발표에는 M2 칩과 이를 기반으로 업데이트된 맥북 에어 및 13인치 맥북 프로 모델이 포함되었다.

#### 2023
"Code new worlds"라는 슬로건을 내세운 WWDC 2023은 6월 5일부터 9일까지 온라인 형식으로 개최되었으며, 행사 첫날 애플 파크에서 직접 참여할 수 있는 기회가 제공되었다. 이전 연도와 마찬가지로 애플은 2020년에 처음 시작된 스위프트 학생 챌린지를 개최했으며, 4월 19일까지 지원서를 받고 5월 9일에 결과가 발표되었다. 상품으로는 WWDC 테마 의류, 에어팟 프로, 맞춤형 핀 세트, 그리고 애플 개발자 프로그램 1년 멤버십이 포함되었다. 수상자 중 일부는 애플 파크 특별 행사에 참석할 수 있도록 무작위로 선정되었다. 소프트웨어로는 애플은 맥OS의 20번째 주요 릴리스인 macOS 14 소노마를 비롯해, iOS 17, iPadOS 17, watchOS 10, tvOS 17 및 에어팟 펌웨어 업데이트를 소개했다. 하드웨어로는 애플 M2 울트라 SoC, M2 칩을 탑재한 15인치 맥북 에어, M2 Max 및 Ultra를 탑재한 맥 스튜디오, 그리고 M2 Ultra를 탑재한 맥 프로를 발표했다. 또한 애플 비전 프로라는 이름의 AR/VR 헤드셋을 공개했으며, 이 헤드셋에는 유니티로 개발된 게임과 경험이 포함될 것이라고 밝혔다.

#### 2024
"Action packed"이라는 슬로건을 내세운 WWDC 2024는 2024년 6월 10일부터 6월 14일까지 온라인 형식으로 개최되었으며, 6월 10일 애플 파크에서 오프라인 행사가 열렸다. iOS 18, iPadOS 18, watchOS 11, macOS 15 세쿼이아, 그리고 visionOS 2가 이 행사에서 발표되었으며, iOS, iPadOS, macOS를 위해 맞춤 제작된 애플 인텔리전스라는 브랜드의 AI가 주요 초점 중 하나였다. 2021년과 마찬가지로 콘퍼런스에서는 새로운 하드웨어 발표가 없었다.

#### 2025
"Sleek peek"이라는 슬로건을 내세운 WWDC 2025는 2025년 6월 9일부터 13일까지 온라인 형식으로 개최되었으며, 6월 9일 애플 파크에서 오프라인 행사가 열렸다. iOS 26, iPadOS 26, watchOS 26, macOS 26 Tahoe, tvOS 26, 그리고 visionOS 26이 이 행사에서 발표되었으며, 애플의 새로운 리퀴드 글래스 디자인 언어도 함께 발표되었다. 콘퍼런스에서는 새로운 하드웨어 발표가 없었다.

## 장학금

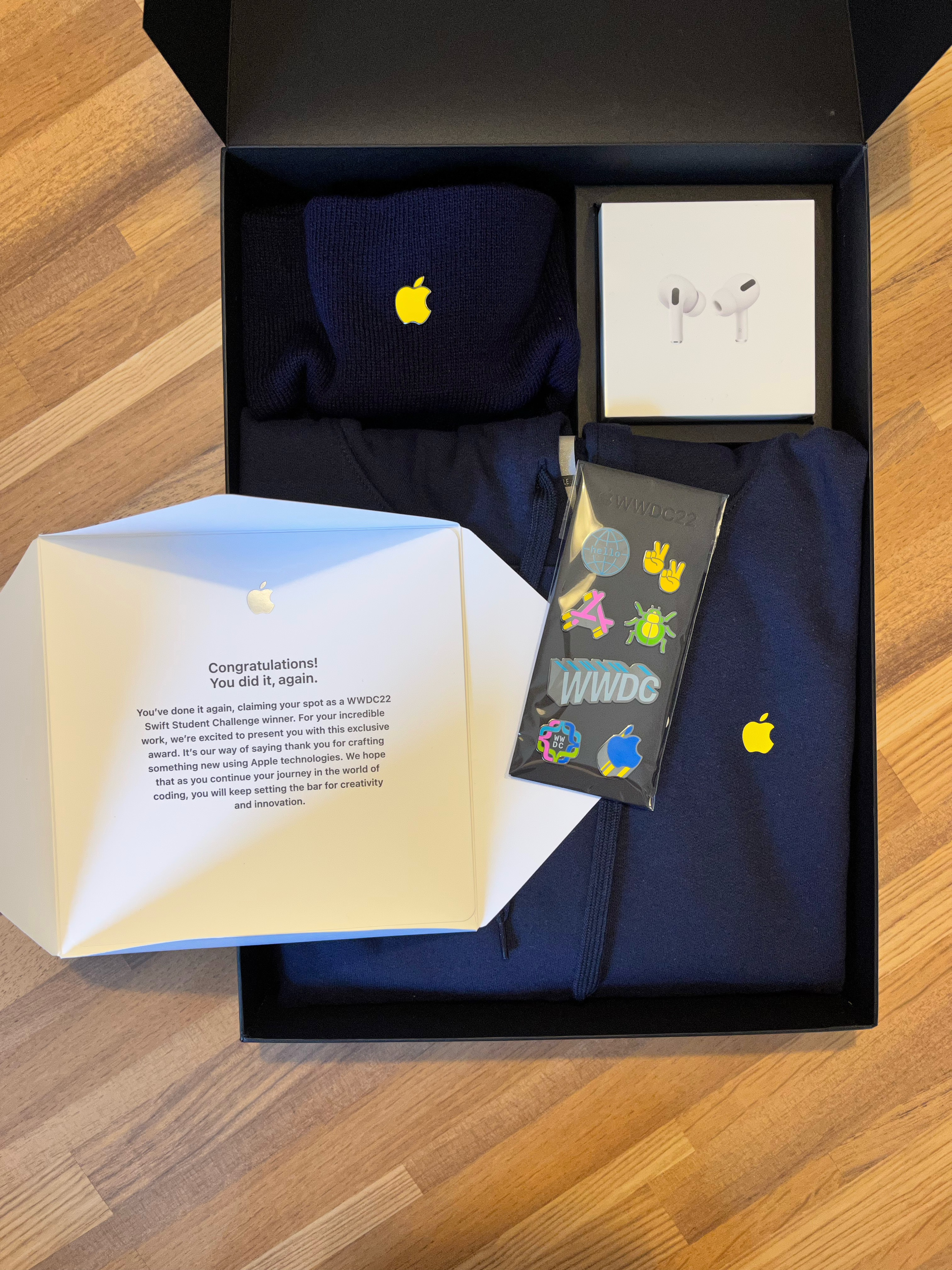
스위프트 학생 챌린지 2022 수상

2020년, 코로나19 팬데믹으로 인해 애플은 매년 열리던 WWDC 장학금을 스위프트 프로그래밍 언어를 중심으로 WWDC 전에 개최되는 프로그래밍 대회인 스위프트 학생 챌린지로 대체했다. 2020년 기준, 이 프로그램은 애플 개발자 마케팅 책임자 에스더 헤어가 관리했다. 350명의 수상자가 선정되며, WWDC 테마 의류, 금속 핀 세트, 애플 엔지니어와의 만남 기회, 애플 개발자 프로그램 1년 멤버십, 그리고 2022년부터는 에어팟 프로 한 쌍을 받는다. 2022년에는 팀 쿡이 12명의 수상자를 만났다. 2023년에는 학생들도 애플 파크에서 WWDC에 직접 참석할 수 있는 추첨에 참여할 수 있었다. 2024년에는 직접 참석이 추첨에서 350명의 수상자 중 상위 50개 프로젝트로 변경되었으며, 이들은 "Distinguished Winners"라고 불린다.
과제는 입문 프로그래밍을 가르치는 애플 앱인 스위프트 플레이그라운드 내에서 3분 미만의 대화형 장면을 만드는 것이다. 프로젝트는 기술적 성과, 창의성, 제출물에 동반되는 텍스트를 기준으로 심사된다.
이 챌린지는 미국에서 13세 이상이거나 해당 관할 구역의 최소 연령(예: 유럽 연합에서는 16세)의 현재 공인 학교에 재학 중이거나 최근 졸업했으며, 개발자로 풀타임 근무하지 않는 학생에게만 열려 있다. 학생들은 최대 4번 수상할 수 있다. 학생들은 Distinguished Winner 상을 한 번만 수상할 수 있다.

## 관련 행사
매년 WWDC와 연계하여 AltConf, Layers, NextDoor를 포함한 여러 타사 콘퍼런스가 개최된다. 유명 팟캐스터 짐 달림플과 존 그루버는 근처에서 행사를 개최하며, 전 애플 전도사 제임스 뎀시는 자선 콘서트를 연다.
이전에는 애플이 맥월드 엑스포와 애플 엑스포에서도 신제품을 발표했다. 애플은 제품 출시를 위해 일 년 내내 "특별 행사"를 계속 개최하며, 드물게는 행사를 개최하지 않고 제품을 출시하기도 한다.

## 같이 보기
- 구글 I/O
- 마이크로소프트 빌드
- 애플 미디어 이벤트